# Moúsere
Moúsere (grec moderne : Μούσερε) est un village de Chypre.
En 1960 sa population était de 69 habitants, et en 2001 il n'en restait aucun.